# Гришин, Октябрь Васильевич
Октябрь Васильевич Гришин (7 ноября 1927, Московская губерния — 11 сентября 1981, Пенза) — советский композитор, народный артист РСФСР (1977), автор фольклорной музыки к фильмам.

## Биография

Могила Октября Гришина

Родился 7 ноября 1927 года в деревне Подушкино Сергиевского уезда Московской губернии. В 1945 году переехал на родину своего отца в село Заокское Рязанской области. Окончил Рязанское музыкальное училище.
В 1956 году переехал в Пензу, создал Пензенский русский народный хор профсоюзов.
Умер 11 сентября 1981 года в Пензе. Похоронен на Новозападном кладбище Пензы.

## Награды и звания
- Заслуженный деятель искусств РСФСР (06.12.1960)
- Народный артист РСФСР (25.05.1977)
- орден Трудового Красного Знамени
- Почётный гражданин Пензы — посмертно (2013). Основание: Решение Пензенской городской Думы № 1203-50/5 от 26.04.2013 г.[2]

## Увековечение памяти
- Мемориальная доска на доме в с. Заокское Рязанского района Рязанской области.
- Мемориальная доска на доме № 26 по улице Карла Маркса в Пензе, где располагался хор в последние годы.
- С 1983 года Пензенский русский народный хор носит имя своего создателя.
- Всероссийский фестиваль народных хоров, ансамблей песни и танца имени О. В. Гришина (систематически проводится в Пензе).
- Всероссийский фестиваль «Россия моя малиновая» проходит на родине композитора в с. Заокское.

## Песни[3]
- «Восемнадцать лет» (сл. В.Застрожного);
- «Милая роща» (переложение для фортепьяно А.Полонского);
- «Милая роща» (сл. М.Смирновой);
- «Цвети, наш Пензенский край» (сл. А.Абуткова);
- «Россия моя малиновая» (сл. П.Мартынов);
- «Русская зима» (сл. В.Застрожного);
- «Городок наш Пенза — не столичный» (сл. В.Застрожного);
- «Когда яблоня цветёт» (сл. В.Бокова);
- «Ещё луга не зацвели» (сл. А.Лядова);
- «Волга — матушка-река» (сл. Б.Дворонго);
- «От весны никуда не скрыться» (сл. В. Бакалдина);
- «Девчонка Алёнушка» (сл. Б.Куликовского);
- «Первая любовь» (сл. Н.Каткова);
- «Помни, товарищ!» (сл. С.Беликова);
- «Дума о Ленине» (сл. Ярославцевой);
- «Маршем шагаем единым» (сл. А.Колля)
- «О подруге далёкой» (сл. А.Столповского);
- «Расцвела черёмуха» (сл. В.Застрожного);
- «Солдатская мать» (сл. М.Смирновой);
- «Я хочу жениться» (сл. В.Бурыгина);
- «Травушка-муравушка» (сл. Н.Палькина);
- «На тропинке, луной запорошенной» (сл. Н.Палькина);
- «Не ругай меня, мама» (сл. Н.Палькина);
- «Как я мужа воспитала» (сл. В.Бурыгина).